# Йохан Валдбот фон Басенхайм
Йохан Валдбот фон Басенхайм (на немски: Johann Waldbott von Bassenheim; † 1589) e благородник от род „Валдбот фон Басенхайм“ при Кобленц, господар на Олдбрюк и Кьонигсфелд, шериф на Бон.
Той е вторият син на Антон Валдбот фон Басенхайм († 17 февруари 1537) и съпругата му Елизабет Грайфенклау-Фолрадс († 1538/1544), дъщеря на Ханс Грайфенклау фон Фолрадс († 1502) и Ева фон Елц/Елтц († 1509/1501). Внук е на Ото Валдбот фон Басенхайм († 1498) и Аполония фон Драхенфелс († 1501). Роднина е на Хайнрих Валпот фон Басенхайм († 1200), първият Велик магистър на Тевтонския орден.
Брат е на Антон Валдбот фон Басенхайм, господар на Басенхайм и Олдбрюк († 28 август 1571), женен на 22 юни 1545 г. за Катарина фон Неселроде († 23 септември 1558), на Ото Валдбот фон Басенхайм († 1586), женен на 15 юли 1553 г. за
Йоханета Шайфарт фон Мероде († 14 ноември 1613), на Анна Валдбот фон Басенхайм († 1550), омъжена на 17 март 1537 г. за Георг II фон дер Лайен, и на Аполония Валдбот фон Басенхайм (1510 – 1571/1582), омъжена на 20 март 1528 г. за Фолпрехт I Ридезел цу Айзенбах (1500 – 1563).

## Фамилия
Йохан Валдбот фон Басенхайм се жени на 12 юли 1547 г. за Барбара фон Неселроде († пр. 1553), дъщеря на Вилхелм фон Неселроде-Ересховен († сл. 1533) и Агнес фон Палант, наследничка на Тум. Барбара е сестра на Катарина, съпругата на брат му Антон. Бракът е бездетен.
Йохан Валдбот фон Басенхайм се жени втори път на 3 юни 1553 г. за Катарина Кемерер фон Вормс-Далберг († 5 август 1615), дъщеря на Фридрих VIII фон Далберг, „байлиф“ на Опенхайм (1499/1500 – 1574) и Анна фон Флекенщайн († 1564). Те имат 16 деца, между тях:
- Антон Валдбот фон Басенхайм († 1640), женен на 28 януари 1603 г. за Ирмгард фон Брайдбах († 1627), дъщеря на Ханс Якоб фон Брайдбах цу Бюресхайм († 1588) и Гертруд Шал фон Бел († 1614); имат шест деца
- Катарина Валдбот фон Басенхайм († сл. 11 февруари 1608), омъжена на 29 август 1575 г. за Емерих Шилинг фон Ланщайн († 1600), син на Герлах Шилинг фон Ланщайн и Анна фон Меценхаузен
- Филип Валдбот фон Басенхайм (1555 – 1627), женен на 9 октомври 1600 г. за Мария Маргрета фон Елц († пр. 1630), дъщеря на Антон фон Елц-Кемпених (1533 – 1598) и Маргарета фон Хедесдорф; имат един син: Йохан (Ханс) Вилхелм Валдбот фон Басенхайм († 10 май 1637)